# Marsenina stearnsii
Marsenina stearnsii (Syn.: Lamellaria stearnsii) ist eine Schnecke aus der Familie der Velutinidae, die sich von Seescheiden ernährt. Sie lebt an der nordamerikanischen Pazifikküste.

## Merkmale
Das weiße, dünnschalige Schneckenhaus von Marsenina stearnsii, das bei ausgewachsenen Schnecken etwa 1,5 cm Länge erreicht, hat eine weit ausladende Gehäusemündung. Der rechte und linke Mantellappen sind dorsal verwachsen und bedecken einen großen Teil oder auch die gesamte Schale. Im Gegensatz zu einigen Lamellaria-Arten ist die Verwachsung bei Marsenina stearnsii nicht vollständig, so dass noch ein Schlitz am Rücken vorhanden ist. So kann die Schnecke, die bis zu 4 cm misst, bei Störungen ihr Schneckenhaus zum Vorschein bringen. Die Weichteile der Schnecke sind rosafarben bis weiß mit einigen dunkleren Flecken, nämlich in der Haut sitzenden Säuredrüsen. Diese Färbung entspricht genau der Farbe der Seescheiden mit ihren dunklen Mundöffnungen, auf deren Kolonien die Schnecken leben. Das verborgene Haus wird von zwei Muskeln gehalten, an jeder Seite einem, und nicht nur von einem einzelnen Muskel wie bei den meisten anderen Caenogastropoda.

## Verbreitung
Marsenina stearnsii tritt an der nordamerikanischen Pazifikküste von Alaska bis Islas Marías (Mexiko) auf. Sie lebt unter Felsen und an geschützten Stellen in der unteren Gezeitenzone und unterhalb, meist an koloniebildenden Seescheiden.

## Lebensweise
Anders als Vertreter der verwandten Gattung Volutina, aber wie die meisten Vorderkiemerschnecken ist Marsenina stearnsii getrenntgeschlechtlich.
Die Nahrung der nachtaktiven Marsenina stearnsii besteht aus koloniebildenden Seescheiden, darunter den Arten Trididemnum opacum und Ascidia ceratodes. Das Fleisch wird von innen ausgefressen. Das Weibchen der Schnecke legt nach der Paarung in die Hüllen der Seescheiden Eikapseln, aus denen Veliger-Larven des Typs Echinospira schlüpfen. Während der folgenden pelagischen Phase ernährt sich die Larve von mikroskopischen Algen. In dieser Zeit werden in einer ventralen Aussackung des Vorderdarms die späteren Kiefer angelegt, während die Ernährung über einen primären Mund erfolgt. Bei der Metamorphose zur fertigen Schnecke entsteht an der Stelle der Aussackung die neue Mundöffnung. So ist die Jungschnecke für ihre neue tierische Nahrung, Seescheiden, ausgerüstet.